# Tata sénégalais de Chasselay
Pour les articles homonymes, voir Tata.
Le tata de Chasselay, officiellement nécropole nationale de Chasselay, est un cimetière militaire de la Seconde Guerre mondiale, située le long de la D100 entre Les Chères et Chasselay dans le département du Rhône, au lieu-dit Vide-Sac. 
196 personnes (188 tirailleurs originaires de l’Afrique-Occidentale française, 6 soldats d'Afrique française du Nord, et 2 légionnaires), toutes massacrées par l'armée allemande en juin 1940, y sont inhumées. D'après des photographies retrouvées en 2019, ce massacre semble imputable à la 10e Panzerdivision de la Wehrmacht, autant imprégnée d'idéologie raciste que la division SS Totenkopf à qui on en a longtemps attribué la responsabilité.
Cette nécropole a été construite selon le style d'architecture de l'Afrique de l'Ouest. Le mot tata d'origine mandingue, signifie « enceinte fortifiée » dans cette langue et d'autres comme le wolof, mais il prend  ici selon le constructeur du lieu Jean-Baptiste Marchiani,, le sens d'« enceinte sacrée » dans laquelle on enterre les guerriers morts au combat.

## Histoire

### Contexte
Du 19 au 20 juin 1940, à Chasselay, les troupes coloniales sénégalaises de l'armée française retardent l'entrée des troupes allemandes dans Lyon, déclarée « ville ouverte » le 18 juin.
La défense s'organise, le 17 juin, à Chasselay, village situé à une quinzaine de kilomètres au nord-ouest de Lyon. Des barricades sont dressées, grâce aux soldats du 405e RADCA de Sathonay, du 25e régiment de tirailleurs sénégalais, de légionnaires et aussi avec l'aide de civils.
N'ayant rencontré que très peu de résistance depuis Dijon, les Allemands arrivent le 19 juin, près du couvent de Montluzin. De durs et violents combats entre troupes allemandes et françaises se soldent par 51 morts dont une civile du côté français, et plus de 40 blessés pour les Allemands.

### Massacre de Chasselay
Le 20 juin, à l'issue d'une deuxième bataille, au château du Plantin, les prisonniers, au nombre d'environ 70, sont divisés en deux groupes, les soldats français (blancs) d'un côté, les soldats sénégalais (noirs) de l'autre.
Après avoir parcouru deux kilomètres à pied, les soldats français sont allongés dans l'herbe sous la menace de leurs gardes armés. Le long d'un pré, ils assistent au massacre des soldats sénégalais sous le feu des mitrailleuses, achevés sous les chenilles des chars d'assaut. Le capitaine Gouzy tente de s'interposer pour protéger ses hommes et reçoit une balle allemande dans le genou. Les Français blancs sont emprisonnés à Lyon. Deux jours durant, les Allemands recherchent les soldats des colonies que les habitants cachent et soignent. Une fois capturés, ces soldats sont brûlés vifs ou exhibés en trophées sur les chars de combat. 
Horrifiés par le massacre, les habitants de Chasselay enterrent les corps des Africains : dès le lendemain, une soixantaine de volontaires procèdent à l'inhumation des soldats dans une fosse commune. Les effets personnels sont rassemblés pour procéder à l'identification des victimes.

### Responsabilités du massacre
En l'absence d'indice, le massacre est d'abord attribué à la 3e division SS Totenkopf (« tête de mort »). En 2007, l’historien Raffael Scheck pense que les chars ayant participé au massacre ne sont pas forcément issus de cette division SS comme souvent supposé, mais peuvent être des chars régimentaires de la division d'infanterie mécanisée Großdeutschland, ou encore de la 10e Panzerdivision, envoyés en renfort du fait de la résistance inattendue des Français. 
L'acquisition en 2019 par un collectionneur français d'un album de photographies proposées à la vente sur internet par un brocanteur allemand permet de lever le doute sur les coupables de ces exactions : sur une double page de l'album, 8 clichés montrent le déroulement du massacre d'une colonne de prisonniers français noirs. L'historien Julien Fargettas, avec qui le collectionneur a pris contact, fait le rapprochement avec le massacre de Chasselay et attribue avec certitude ce crime à « deux chars de la 2e section de la 3e compagnie du 8e régiment de Panzer, intégrés à la 10e Panzerdivision », confirmant une des hypothèses émises par Scheck. L'analyse de ces clichés permet aussi de préciser comment des chars ont participé à la mise à mort de combattants.
Cette découverte donne lieu à une nouvelle série d'articles dans la presse rappelant le massacre,,.

### Construction du tata et postérité
Jean Marchiani, vétéran de la Première Guerre mondiale et secrétaire général de l'Office départemental des mutilés, combattants, victimes de la guerre et pupilles de la Nation, mobilise les anciens combattants locaux pour leur rendre hommage. N'ayant pas réussi à obtenir un financement de la part du gouvernement de Vichy, il finance lui-même l'achat du pré. D'abord réticent à un hommage qui pourrait froisser les Allemands, Vichy autorise finalement le regroupement des corps en 1942, au moment où les colonies d'Afrique sont peu à peu reprises par la France libre. Jean Marchiani fait alors construire une nécropole, sur le modèle des constructions du Soudan français (actuel Mali), réalisé en terre et de couleur rouge ocre, pour rassembler les corps des soldats tombés lors des massacres de juin 1940 et enterré à la hâte en divers endroits. Le Tata est  finalement inauguré le 8 novembre 1942, 3 jours avant l'invasion de la zone libre. Il comporte 196 tombes, 194 soldats coloniaux (dont six maghrébins) et deux légionnaires, un Russe et un Albanais.
Après la guerre, la IVe République tente de conserver son empire colonial en créant l'Union française. La symbolique du tata de Chasselay est alors mobilisée pour de grandes cérémonies ; le président de la République, Vincent Auriol, s'y rend par exemple en 1949. Mais l'empire ne survivra pas et le Tata de Chasselay tend de plus en plus à se limiter à un site d'histoire locale, même si en 1966 la Ve République le déclare « nécropole nationale »,.
Des cérémonies officielles continuent cependant de se tenir tous les ans, le 11 novembre, par les communes de Chasselay et de Les Chères, où sont présents des représentants sénégalais et français,, préfet et pompiers locaux. En 1996, une trentaine de sans-papiers de l'église Saint-Bernard assistent à cette cérémonie. Le président sénégalais, Abdoulaye Wade, a visité le tata le 20 mars 2005.
En mai et juin 2018, l'enceinte, qui avait souffert des outrages du temps, fait l'objet d'une rénovation. Dalles et tombes sont également rafraîchies, ainsi que le portail et les masques dont il est orné.
Le 21 juin 2020, Geneviève Darrieussecq, secrétaire d’État auprès de la ministre des Armées rend hommage aux tirailleurs sénégalais au tata : « Cette nécropole symbolise une part de l’histoire militaire de notre pays et rappelle constamment le sacrifice des combattants africains. Le Tata de Chasselay est une sentinelle de la mémoire partagée entre la France et l’Afrique, un dépositaire de nos histoires entremêlées ; un gardien des liens indéfectibles entre les rives de la Méditerranée… Les combattants africains ont payé un lourd tribut pour défendre une terre lointaine ».
Le site est entretenu par l'Office national des combattants et des victimes de guerre du Rhône. 
Le 29 janvier 2025, des dégradations de dizaines de plaques sépultures ont été découvertes. Le président de la République Emmanuel Macron a écrit sur le réseau social X le message suivant : « Honte et indignité. Les Français savent ce qu’ils doivent aux tirailleurs sénégalais Morts pour la France.» Une plainte a été déposée par l’Office national des combattants et victimes de guerre.

## Description

### Généralités
Ce cimetière de 785 m2, de forme rectangulaire, est d'architecture néo-soudanaise. Il abrite 198 stèles identiques dont 2 sont dédiées à la mémoire des soldats français morts le 19 juin 1940, et les 196 stèles autres sont marquées des noms des tirailleurs morts, sauf 50 où il est indiqué « Inconnu ». Elles sont entourées de murs d'enceinte de 2,80 mètres de hauteur, de couleur ocre, dont le porche et les tourelles aux quatre angles sont surmontés de pyramides quadrangulaires bardées de pieux. Le portail à claire-voie, en chêne massif, est orné de huit masques africains.
On a fait venir de la terre de Dakar par avion, pour la mélanger à la terre française lors de l'inauguration du lieu le 8 novembre 1942.
Le drapeau tricolore implanté en son centre « matérialise [...] les sentiments de la reconnaissance nationale ».

### Oratoire
En face de l'entrée, au bout de l'allée centrale, une case accolée au mur d'enceinte sert d'oratoire, accueillant les dépôts de gerbes et offrandes lors des cérémonies. Elle est surmontée d'une croix latine encadrée de deux croissants musulmans. Sur le mur du fond, une plaque commémorative reproduit la citation à l'ordre de l'armée de la 3e compagnie du 25e régiment de tirailleurs sénégalais, comportant attribution de la croix de guerre avec palme :

« Splendide unité qui sous les ordres du Capitaine Gouzy, chef résolu, énergique et brave, a fait preuve des plus hautes qualités militaires en assurant sans défaillance et dans des conditions particulièrement difficiles, la défense du terrain confié à sa garde.
Les 19 et 20 juin 1940 au Château de Montluzin et à Chasselay, complètement encerclée et assaillie par des forces très supérieures en nombre et en moyens, comportant notamment de l'artillerie et des chars, s'est maintenue sur place pendant deux jours. N'a succombé dans cette lutte inégale qu'après avoir opposé une résistance farouche et causé des pertes sévères à l'ennemi. A poussé l'héroïsme jusqu'au sacrifice total.

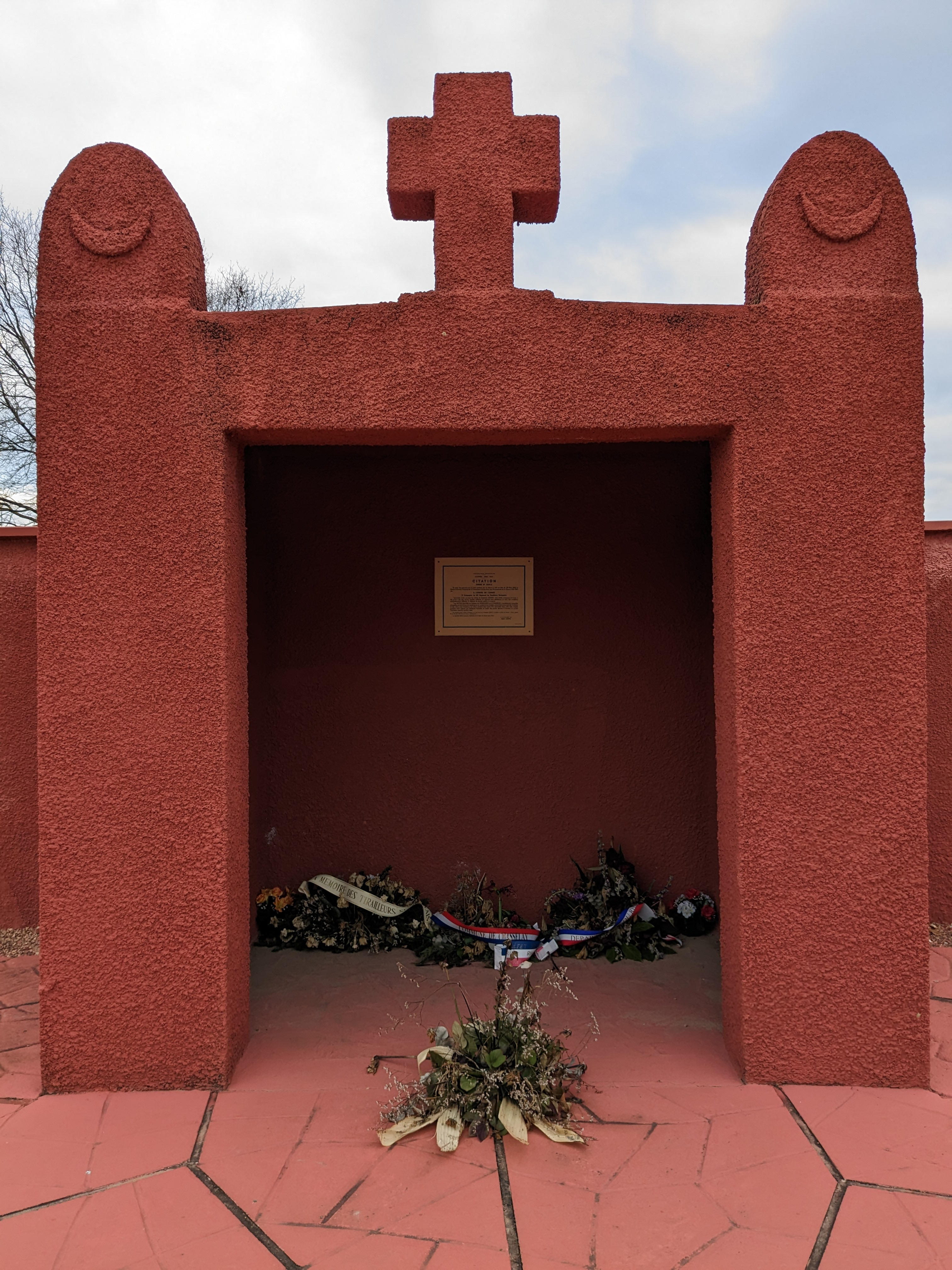
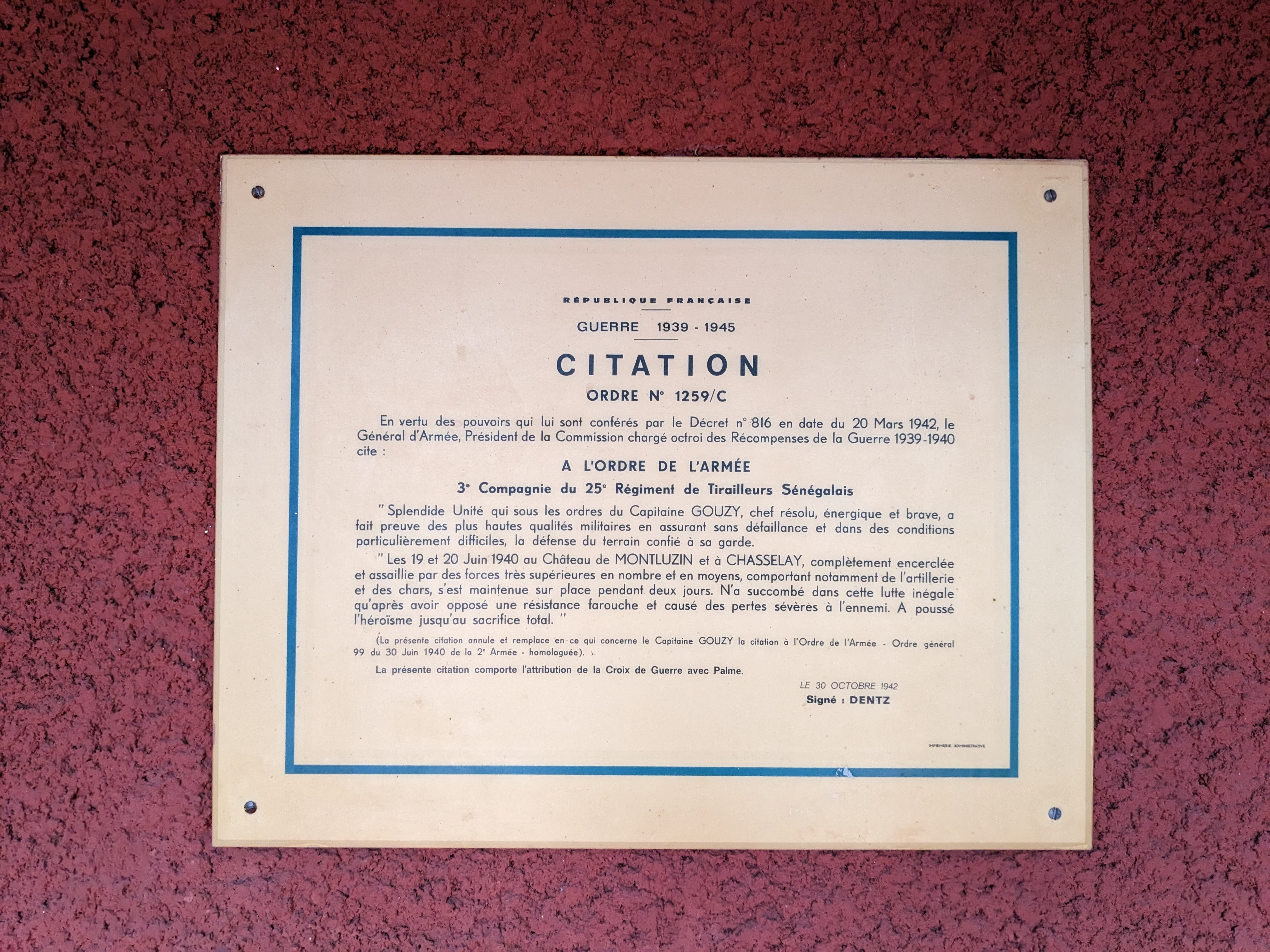

Le 30 octobre 1942

Signé : Dentz »

### Plaques posées en2022
Le 27 janvier 2022 ont été ajoutées deux plaques commémoratives portant les noms de 25 tirailleurs jusqu'à cette date inconnus. Un communiqué de presse des armées affirme que ces 25 tirailleurs ont été identifiés grâce à des recherches génétiques. Les services du ministère ont reconnu ensuite qu'aucune recherche génétique n'a été menée et a déclaré que ce communiqué a  été diffusé par erreur,. Les travaux historiques conduits par Julien Fargettas établissent le parcours de ces 25 tirailleurs. Depuis, l'historienne Armelle Mabon a entamé des démarches auprès du tribunal administratif pour demander le retrait de ces plaques malgré la joie de cette reconnaissance formulée par certains descendants.

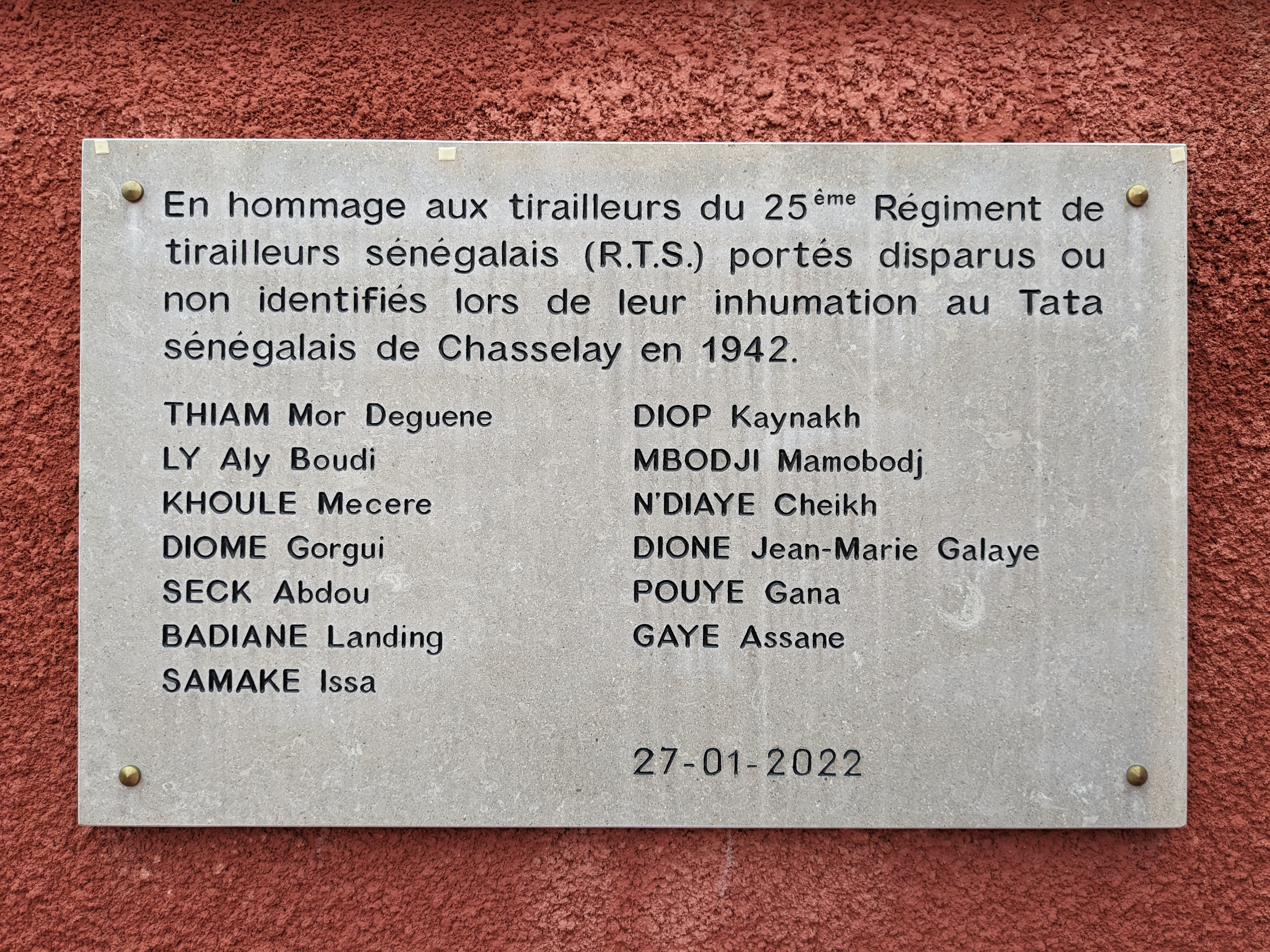
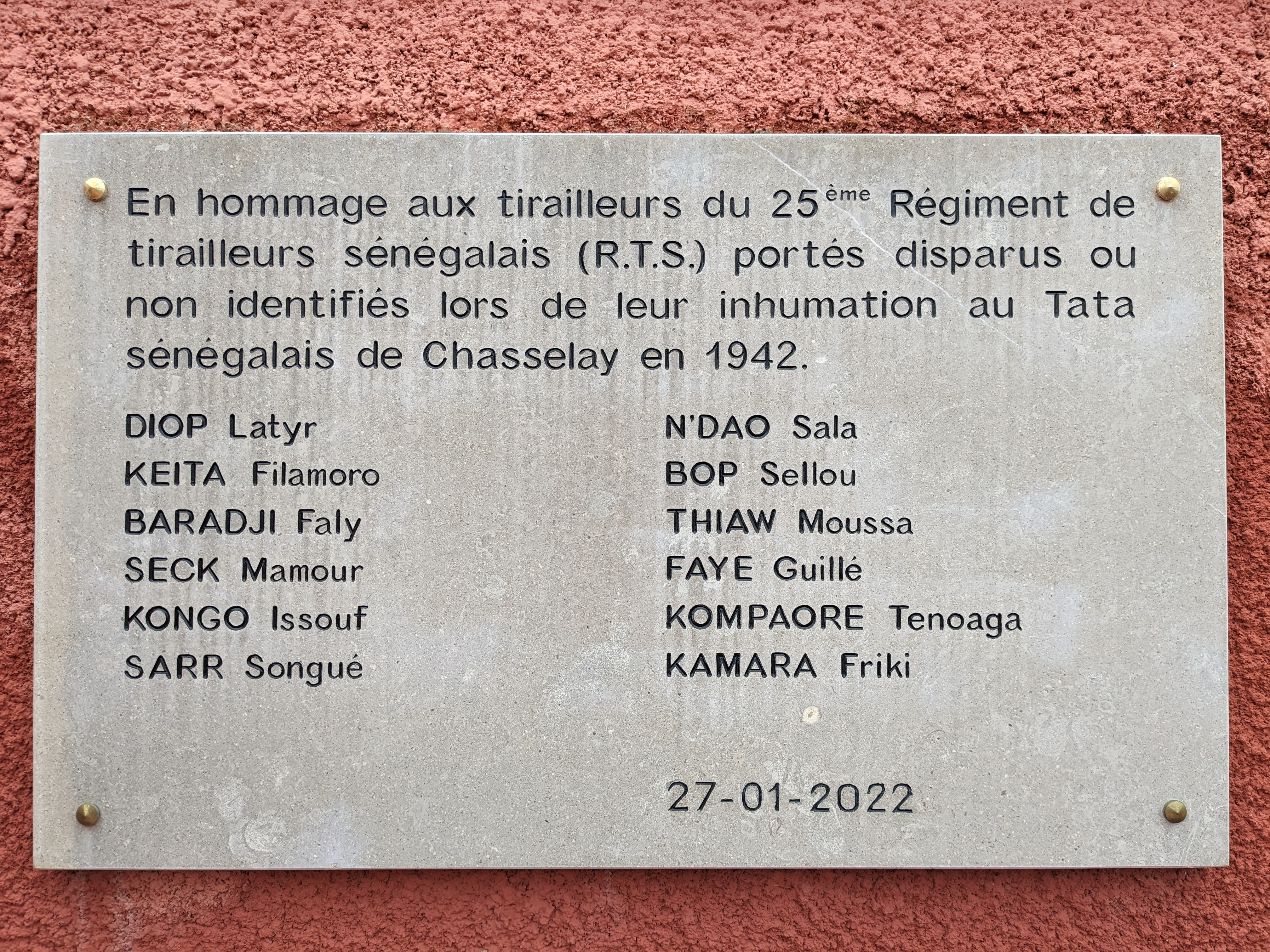

## Postérité

### Films
- Le Tata, Paysage de pierres, documentaire de 60 min de Patrice Robin et Eveline Berruezo (1992).
- Le cimetière Tata, mémoires des tirailleurs sénégalais, documentaire de Rafael Gutierrez et Dario Arce (2007). Le cimetière Tata est le point de départ d'un film qui questionne l'histoire de la France coloniale comme celle des héros oubliés ou instrumentalisés. Une histoire encore problématique aujourd'hui. Il a été produit par la société C Productions Chromatiques, de Lyon.

### Théâtre
- Tam-tam au Tata : Évocation théâtrale de l'ombre d'un soldat inhumé au Tata sénégalais de Chasselay (Rhône) par Jacques Bruyas (2010).
- Chasselay et autres massacres par Eva Doumbia (2024)[27],[28].

## Galerie de photographies

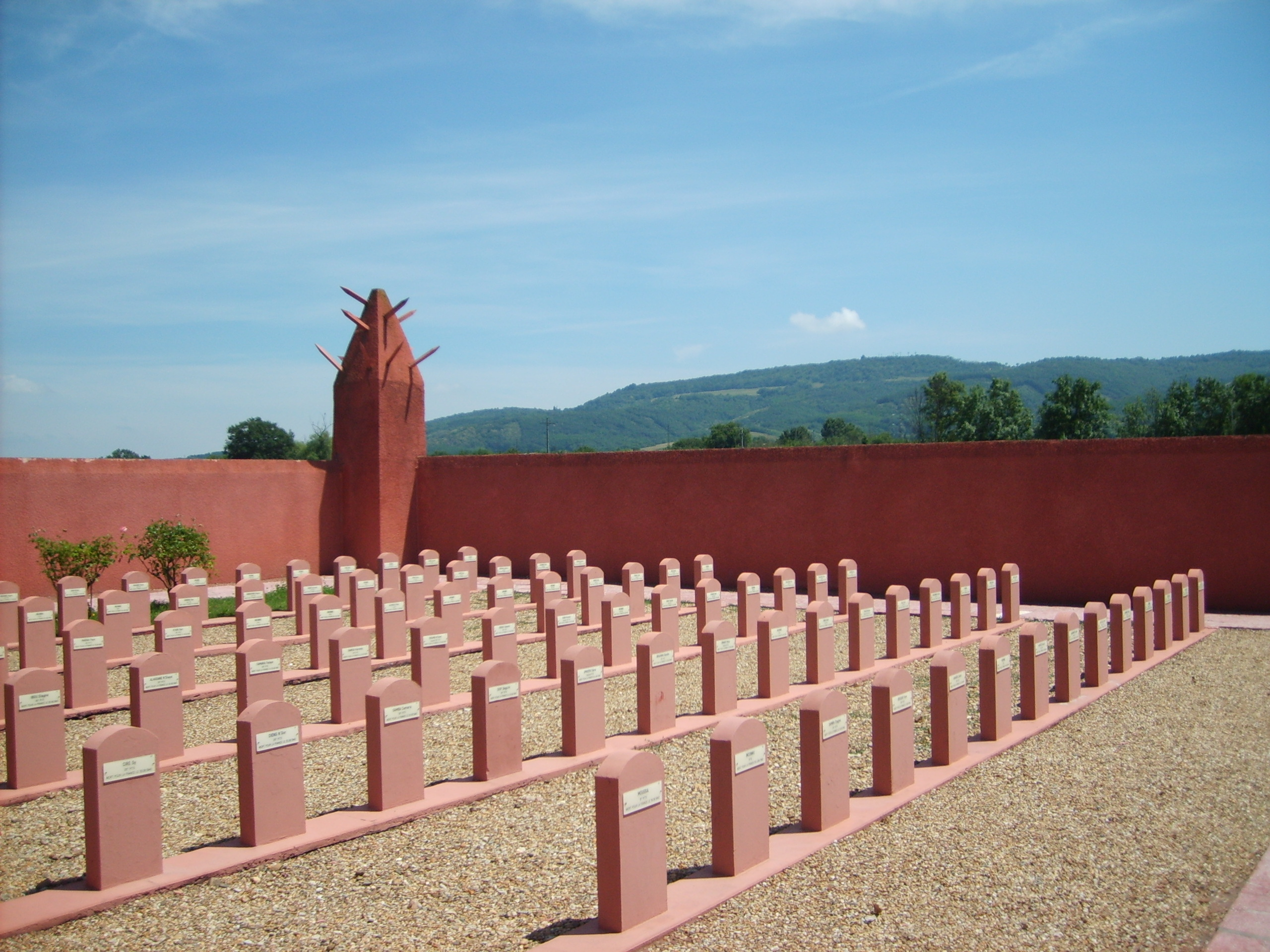
Vue intérieure du tata sénégalais de Chasselay.
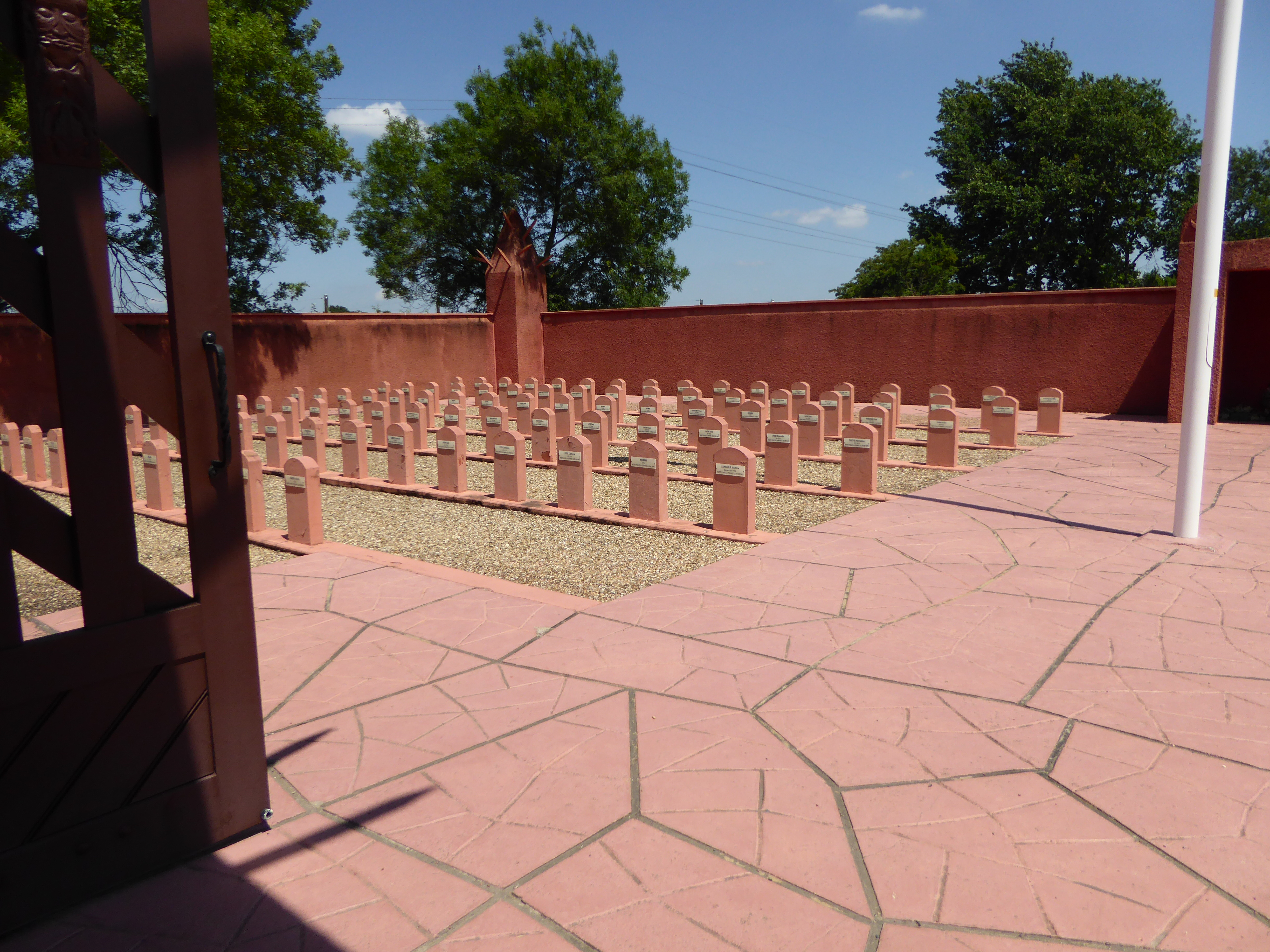
Vue intérieure du tata sénégalais de Chasselay.
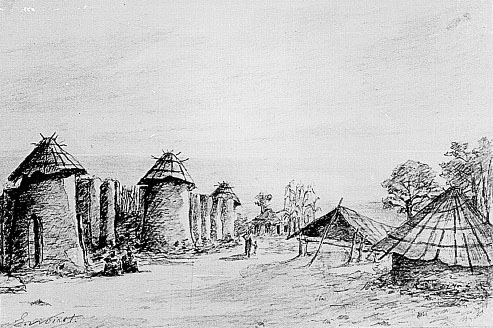
Le tata de Kédougou (Sénégal oriental).

Archives du département du Rhône et de la métropole de Lyon
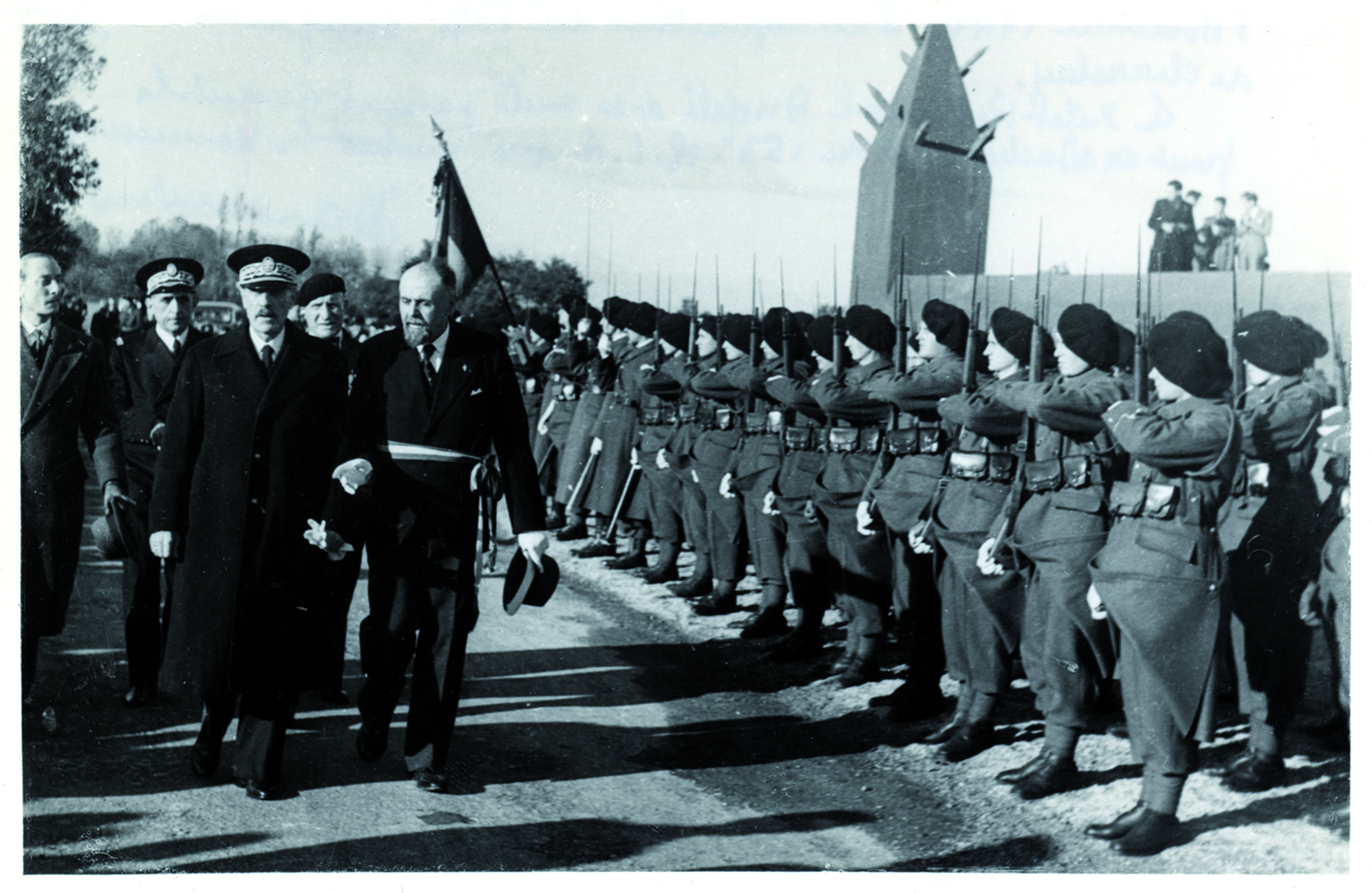
Cérémonie annuelle au cimetière de Chasselay durant la Seconde Guerre mondiale, avec notamment Alexandre Angeli, préfet du Rhône.
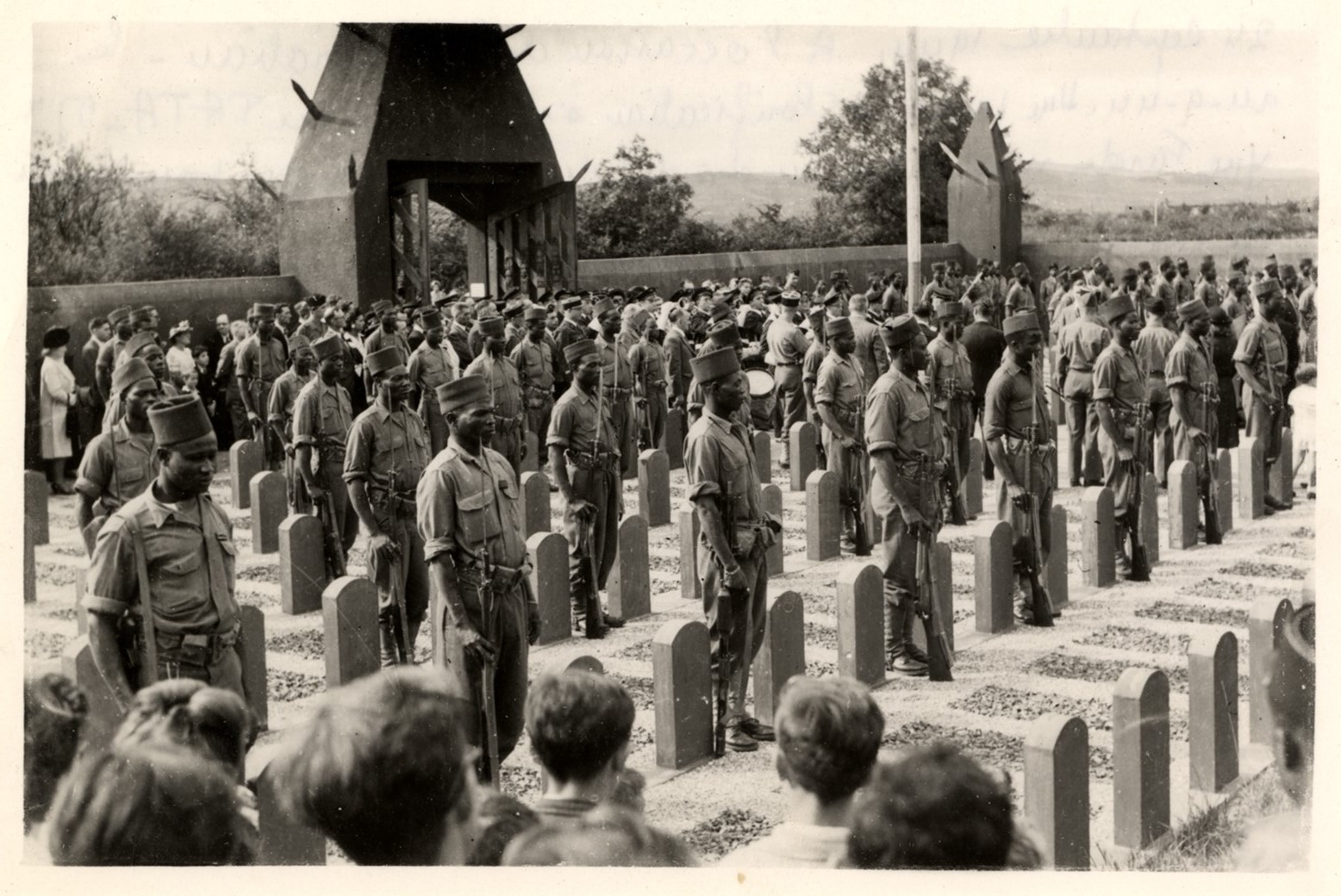
Cérémonie au cimetière de Chasselay.
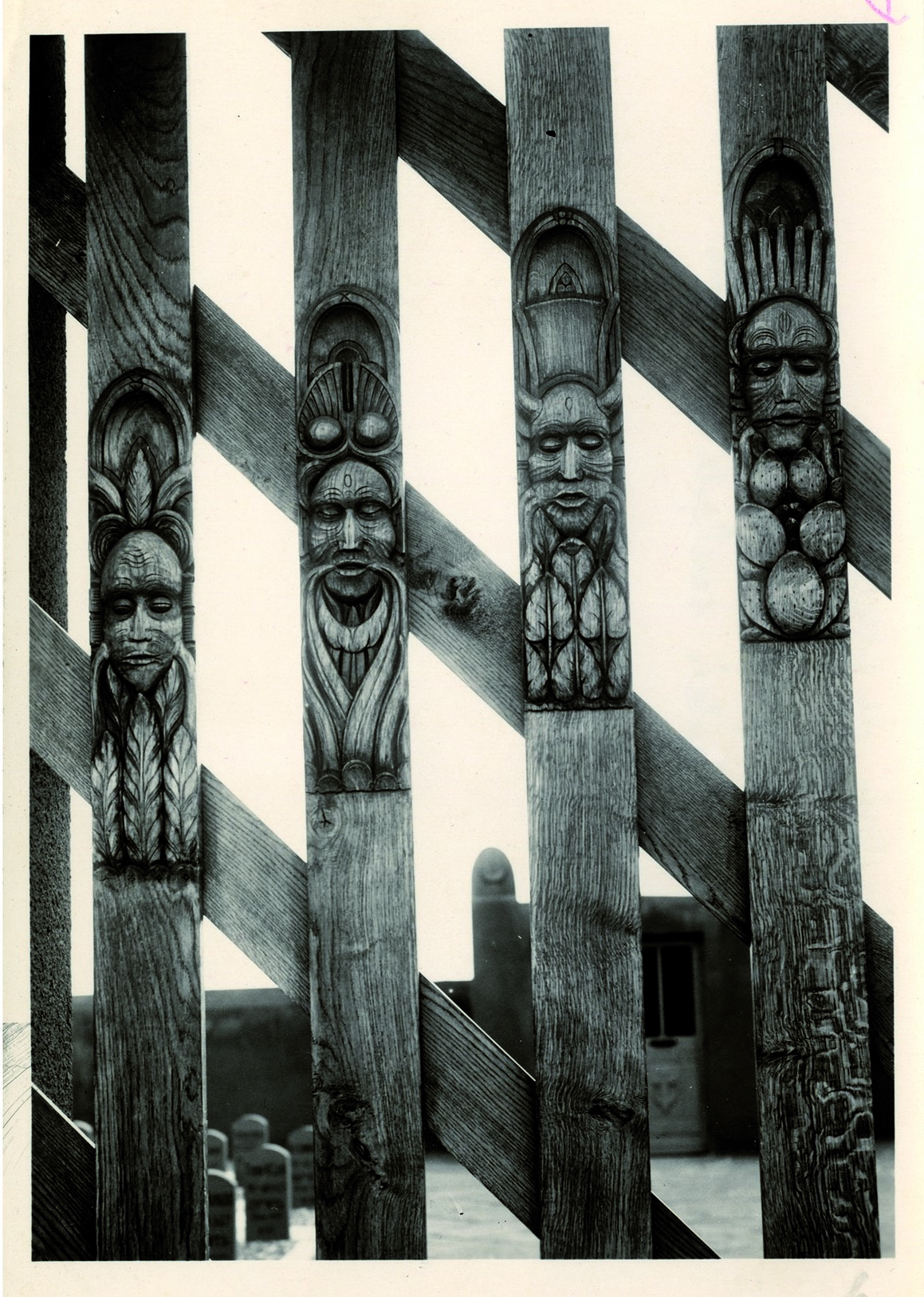
Masques sur le portail du tata de Chasselay.